# Giuseppe Rossi
Giuseppe Rossi (Teaneck, 1 de fevereiro de 1987) é um ex-futebolista ítalo-americano que atuava como atacante.

## Trajetória em clubes

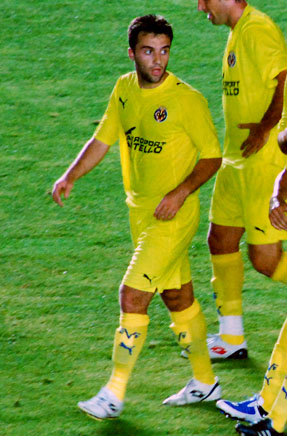
Giuseppe Rossi pelo Villareal em 2009

Revelado pelo Manchester United, teve passagens por Newcastle United e Parma (ambos por empréstimo). Em 2007, foi contratado pelo Villarreal. Depois de 5 anos no Submarino Amarelo, acertou com a Fiorentina em 4 de janeiro de 2013.
Em 2016, Rossi foi emprestado ao Levante.
Em 2017 atuou pelo Genoa. Foi dispensado em 2018.
Após 2 anos, Rossi acertou com o Real Salt Lake.

## Seleção
Rossi nasceu nos Estados Unidos, mas como possui cidadania italiana, decidiu defender as cores da Seleção Italiana. Em 2008, Foi as Olimpíadas, onde a Azzurra acabou eliminada nas quartas-de-final pela Bélgica. Apesar da má campanha, Rossi terminou a competição como artilheiro.
Foi convocado para defender a Seleção Italiana na Copa das Confederações 2009. Em sua estreia na competição, marcou 2 gols e ajudou a Itália a ganhar do seu país natal, os Estados Unidos. Porém, a Itália acabou caindo ainda na 1ª fase da competição.

## Títulos
Manchester United
- Copa da Liga Inglesa: 2006

### Individuais
- Artilheiro das Olimpíadas: 2008 (4 gols)
- Pallone d'Argento: 2013–14